# Klaus, a targoncás
A Klaus, a targoncás – Az első munkanap (Staplerfahrer Klaus – Der erste Arbeitstag) német rövidfilm egy targoncás első munkanapjáról. A 2000-ben készült film az 1980-as évek munkavédelmi oktatófilmjeinek paródiája. Írta és rendezte Stefan Prehn és Jörg Wagner. Konstantin Graudus alakítja Klaust, Egon Hoegen a narrátor. A film valósághűségét fokozza, hogy Hoegen hangja ismerős lehet a német közönségnek vezetésbiztonsági filmekből.
A film gyorsan hírnévre tett szert, mert eltúlzott erőszakossága komikussá teszi. Több díjat nyert, 2003-ban az Anolis Entertainment DVD-n is kiadta, angol, francia és spanyol szinkronnal is. Bár a film nem tananyag a hivatalos német targoncakezelői tanfolyamokon, az oktatók gyakran levetítik, hogy feldobják a hangulatot.

## Cselekmény
A filmet úgy állítják be, mintha biztonsági oktatófilm lenne targoncakezelőknek. Egy targoncakezelői tanfolyamot frissen végzett munkás, Klaus első munkanapját mutatja be, és eltúlzott, véres módon mutatja be a gép kezelése közben véthető hibákat és következményeit. A cselekmény előrehaladtával a sérülések és halálesetek egyre durvábbak: az elején még csak leesik egy férfi a targoncáról, amivel a szabály ellenére felemeltette magát, a következő jelenetben egy sniccer áll a fejébe valakinek, ezt követően a két kezét metszi le egy munkásnak tőből a gép. A végére marad a legbrutálisabb: egy levágott kézből elszabadult láncfűrész függőlegesen is kettévág egy embert, akit korábban már Klausnak sikerült véletlenül vízszintesen kettévágnia és a vészjelző csengő is a fejére esett; eközben a targonca, amit már nem irányít az ekkor már fejetlen Klaus, két sikoltozó, felnyársalt emberrel elgurul a naplemente felé.

## Díjak
- Canal+ Nemzetközi Díj a legjobb rövidfilmnek; Cinema Jove Festival Internacional de Cine València, 2001
- A zsűri díja a legjobb rövidfilmnek és Közönségdíj a legjobb rövidfilmnek; San Sebastian Horror and Fantasy Film Festival, 2001
- Közönségdíj a legjobb rövidfilmnek és Az európai terjesztők különdíja a legjobb eredeti ötletért; Brussels International Festival of Fantasy Film, 2002
- Friedrich-Wilhelm-Murnau-díj a Német Rövidfilmek Napján, 2002
- A német filmkritikusok díja a legjobb rövidfilmnek a Német Filmkritikusok Szövetsége díjkiosztóján, 2002
- A zsűri díja a legjobb rövidfilmnek; Fantasia Film Festival, 2003 (itt 3, helyezett lett a legjobb rövidfilm kategóriában)

## Külső hivatkozások
- Hivatalos oldal
- Klaus, a targoncás az Internet Movie Database oldalon (angolul)
- A film a YouTube-on